# إعادة تجسيدي في هيئة شريرة: كل الطرق تؤدي إلى الهلاك
إعادة تجسيدي في هيئة شريرة: كل الطرق تؤدي إلى الهلاك (باليابانية: 乙女ゲームの破滅フラグしかない悪役令嬢に転生してしまった…، بالروماجي: Otome Gēmu no Hametsu Furagu Shika Nai Akuyaku Reijō ni Tensei Shite Shimatta…) هي سلسلة رواية خفيفة من تأليف ساتورو ياماغوتشي ورسم نامي هيداكا، نشرت على الأنترنت من قبل شوسيتسو ني نارو منذ يوليو عام 2014. نشرت على شكل رواية خفيفة مطبوعة من قبل إيتشيجينشا، منذ 20 أغسطس عام 2015. اقتبست إلى سلسلة مانغا نشرت في مجلة Monthly Comic Zero Sum، منذ أغسطس عام 2017. أنتجت إلى مسلسل أنمي تلفزيوني من قبل استوديو سيلفر لينك، عرض في 4 أبريل عام 2020 واستمر عرضه حتى 20 يونيو عام 2020	، وتكون من 12 حلقة. أعلن أنه سيتم عرض الجزء الثاني في 3 يوليو عام 2021.

## القصة
تدور أحداث القصة عن كاتارينا كلايس الابنة الصغيرة لعائلة نبيلة، تصطدم برأسها ذات يوم وتستعيد ذكريات حياتها الماضية كأوتاكو. عندها أدركت أنها ولدت من جديد في عالم لعبة أوتومي، كشريرة اللعبة الذي بغض النظر عن المسار الذي سلكه اللاعب في اللعبة، محكوم عليها بالنفي أو قتل. من أجل تجنب هذه الطرق التي تؤدي إلى الهلاك، تبدأ كاتارينا في اتخاذ إجراءات مضادة.

## الشخصيات
كاتارينا كلايس (باليابانية: カタリナ・クラエス، بالروماجي: Katarina Kuraesu)
أداء صوتي: مآيا أوتشيدا
غوردو ستوارت (باليابانية: ジオルド・スティアート، بالروماجي: Jiorudo Sutiāto)
أداء صوتي: شوتا آوي، أسامي سيتو (أيام الطفولة)
كيث كلايس (باليابانية: キース・クラエス، بالروماجي: Kīsu Kuraesu)
أداء صوتي: تتسيا كاكيهارا، سورا أماميا (أيام الطفولة)
آلن ستيوارت (باليابانية: アラン・スティアート، بالروماجي: Aran Sutiāto)
أداء صوتي: تاتسوهيسا سوزوكي، موتسومي تامورا (أيام الطفولة)
نيكول أسكارت (باليابانية: ニコル・アスカルト، بالروماجي: Nikoru Asukaruto)
أداء صوتي: يوشيتسوغو ماتسوؤكا، ماو إيتشيميتشي (أيام الطفولة)
ماري هانت (باليابانية: メアリ・ハント، بالروماجي: Meari Hanto)
أداء صوتي: ميهو أوكاساكي
صوفيا أسكارت (باليابانية: ソフィア・アスカルト، بالروماجي: Sofia Asukaruto)
أداء صوتي: إينوري ميناسي
ماريا كامبل (باليابانية: マリア・キャンベル، بالروماجي: Maria Kyanberu)
أداء صوتي: ساوري هايامي
سيريوس ديك / رفائيل والت (باليابانية: シリウス・ディーク، بالروماجي: Shiriusu Dīku)
أداء صوتي: توشيكي ماسودا
آن شيلي (باليابانية: アン・シェリー، بالروماجي: An Sherī)
أداء صوتي: أزومي واكي
جيفري ستوار' (باليابانية: ジェフリー・スティアート، بالروماجي: Jefurī Sutiāto)
أداء صوتي: تاكيهيتو كوياسو
سوزانا راندال (باليابانية: スザンナ・ランドール، بالروماجي: Suzanna Randōru)
أداء صوتي: سوميري أويساكا
إيان ستيوارت (باليابانية: イアン・スティアート، بالروماجي: Ian Sutiāto)
أداء صوتي: يوسكي شيراي
سيلينا بيرك (باليابانية: セリーナ・バーグ، بالروماجي: Serīna Bāgu)
أداء صوتي: يوي أوغورا
روفوس برود (باليابانية: ルーファス・ブロード، بالروماجي: Rūfasu Burōdo)
أداء صوتي: كوسكي توريومي

## وصلات خارجية
- الرواية على موقع شوسيتسو ني نارو باللغة اليابانية
- موقع الأنمي الرسمي باللغة اليابانية
- حياتي التالية كشريرة: كل الطرق تؤدي إلى الهلاك على موقع ANN manga (الإنجليزية)